# Univerza v Novem mestu Fakulteta za strojništvo
Univerza v Novem mestu Fakulteta za strojništvo (pred tem Fakulteta za tehnologije in sisteme in še prej Visoka šola za tehnologije in sisteme) v Novem mestu je fakulteta v Novem mestu, soustanoviteljica in članica Univerze v Novem mestu. Šola je bila ustanovljena 8. marca 2006, ustanovitelj je Visokošolsko središče Novo mesto. Temeljna cilja zavoda sta visokošolsko izobraževanje in znanstvenoraziskovalna dejavnost na področju tehnologij in sistemov s področja strojništva. Prvi dekan je bil Peter Novak, trenutni dekan je Andrej Lipej.

## Programi
Fakulteta na 1. stopnji omogoča redni in izredni študij. Študij obsega module: procesno inženirstvo, infoinženirstvo, industrijska energetika, tehnologije in sistemi v stavbah, izbrane tehnologije, merilni instrumenti in proizvodno inženirstvo. Diplomant pridobi strokovni naslov diplomirani inženir strojništva. Študij na 1. stopnji poteka od leta 2007. Od leta 2011 na fakulteti omogočajo tudi študij na 2. stopnji s programom Tehnologije in sistemi v strojništvu. Od leta 2017 ima fakulteta akreditiran tudi doktorski študij Sonaravne tehnologije in sistemi v strojništvu. 

Leta 2017 je imela fakulteta skupno 11 diplomantov. 